# Calyptranthes websteri
Calyptranthes websteri är en myrtenväxtart som beskrevs av Bruce K. Holst och Maria Lucia Kawasaki. Calyptranthes websteri ingår i släktet Calyptranthes och familjen myrtenväxter.
Artens utbredningsområde är Ecuador. Inga underarter finns listade i Catalogue of Life.